# Tersobo
Tersobo is een bestuurslaag in het regentschap Kebumen van de provincie Midden-Java, Indonesië. Tersobo telt 2696 inwoners (volkstelling 2010).